# Antón Sánchez de Segovia
Pour les articles homonymes, voir Segovia (homonymie).
Antón Sánchez de Segovia était un peintre espagnol de style gothique, actif à Salamanque durant la seconde moitié du XIIIe siècle.
Il appartenait à la période du style gothique linéaire ou franco-gothique. Il est connu pour la série de peintures murales dans la chapelle de San Martín, également appelées « huiles », de la  vieille cathédrale de Salamanque, datant de 1262. Sanchez de Ségovia peint le mur comme un retable, le divisant en tableaux qui encadrent les scènes et les figures. Ses peintures signées sont les plus anciennes d'Europe.

## Source
- Azcárate Ristori, J. M.ª de, ”Pintura gótica anterior al siglo XV”, en Historia del arte, Anaya, Madrid, 1986.  (ISBN 84-207-1408-9)